# Kunzea pomifera
Kunzea pomifera är en myrtenväxtart som beskrevs av Ferdinand von Mueller. Kunzea pomifera ingår i släktet Kunzea och familjen myrtenväxter. Inga underarter finns listade i Catalogue of Life.